# Nesomyidae
Los nesomíidos (Nesomyidae) son una familia de roedores de la superfamilia, grande y compleja, de los Muroidea, todos nativos de África o de Madagascar. Se incluyen en esta familia las ratas y ratones de Madagascar (Nesomyinae), los ratones trepadores (Dendromurinae), ratones rupícolas pigmeos (Petromyscus), Delanymys, Cricetomyinae, y Mystromys albicaudatus (rata de cola blanca).
Muchos de sus miembros se pensaba que estaban relacionados con otros de los Muroidea, pero este clado africano fue propuesto y confirmado sobre la base de estudios genéticos. Tales alternativas incluían a Cricetomyinae y Nesomyinae en la familia Muridae y Mystromys albicaudatus en la familia Cricetidae.

## Taxonomía
Los Nesomyidae se clasifican en 6 subfamilias, 22 géneros y 55 especies.
- Cricetomyinae (ratas de abazones)
- Dendromurinae (ratones trepadores)
- Delanymyinae
- Mystromyinae (rata de cola blanca)
- Nesomyinae (ratas y ratones de Madagascar)
- Petromyscinae (ratones africanos)